# Bacchisa pallens
Bacchisa pallens là một loài bọ cánh cứng trong họ Cerambycidae.